# Cygnus CRS Orb-1
Cygnus CRS Orb-1 (также известный как Orbital-1) — первый полёт грузового корабля Cygnus к Международной космической станции по контракту снабжения Commercial Resupply Services (CRS) с НАСА.
Второй полёт космического корабля Cygnus. Корабль назван в честь астронавта НАСА Чарлза Гордона Фуллертона.

## Запуск
Запуск, намеченный изначально на 20 декабря 2013 года был отложен в связи с ремонтом магистрали хладагента системы терморегуляции МКС.
Запланированный на 7 января 2014 года запуск был отложен на сутки из-за низкой температуры в районе стартовой площадки.
8 января запуск был отложен в связи с повышенной солнечной активностью, которая могла негативно повлиять на авионику корабля.
Запуск состоялся 9 января 2014 года в 18:07 UTC со стартовой площадки LP-0A Среднеатлантического регионального космопорта.
Это был третий запуск ракеты-носителя «Антарес» и первый запуск версии «Антарес-120» с новой второй ступенью Castor 30B.

## Сближение и стыковка
12 января, в 11:08 UTC, космический корабль Cygnus был захвачен манипулятором «Канадарм2», которым управляли астронавты НАСА Майкл Хопкинс и Коити Ваката и пристыкован к модулю «Гармония» в 13:05 UTC.

## Полезная нагрузка
Корабль доставил на МКС 1465 кг полезного груза, включая материалы для научных экспериментов, оборудование для станции, провизию для экипажа.
Также доставлены 33 малых спутника, среди которых 28 спутников Flock-1, компании Planet Labs и 2 первых литовских спутника LituanicaSAT-1 и LitSat-1

## Отстыковка и завершение миссии
Корабль был отстыкован от МКС с помощью манипулятора «Канадарм2» в 10:25 UTC UTC, 18 февраля 2014 года. В 11:41 UTC Cygnus освободился от манипулятора, и начал серию манёвров для схода с орбиты.
19 февраля в 18:16 UTC космический корабль Cygnus вошёл в плотные слои атмосферы и спустя несколько минут связь с ним была потеряна. Не сгоревшие остатки корабля упали в Тихий океан.